# Місяць серпень
«Місяць серпень» (рос. «Месяц август») — радянський художній фільм 1971 року.

## Сюжет
Поїздивши по країні, Олексій Крашенинников (Сергій Шакуров) затримався у місті — на роботі обіцяли квартиру. Але прийшов лист про те, що захворіли його батьки. Олексій поїхав на батьківщину і після похорону батька вирішив не повертатися до міста…

## У ролях
- Ія Саввіна — Соня
- Сергій Шакуров — Олексій Крашенинников
- Олександр Плотников — Семен Кіндратович Крашенинников
- Віра Кузнецова — Анна Матвіївна
- Станіслав Чуркін — голова колгоспу
- Любов Соколова — Антоніна
- Єлизавета Нікіщіхіна — Ліза
- Любов Малиновська —  листоноша
- Катерина Васильєва — Тамара
- Євгенія Вєтлова —  працівниця сільради

## Знімальна група
- Автор сценарію: Шульгіна Альбіна
- Режисер: Вадим Михайлов
- Оператор: В'ячеслав Фастович
- Композитор: Валерій Гаврилін
- Художник: Володимир Гасілов